# Płaskowyż Mościski
Płaskowyż Mościski – region geograficzny o krajobrazie lekko falistego płaskowyżu położony na Podkarpaciu Wschodnim w okolicach Przemyśla, na terenie Polski i Ukrainy. Stanowi część Płaskowyżu Sańsko-Dniestrzańskiego. Wyszczególniony jako mezoregion z indeksem 521.13 w wieloautorskiej regionalizacji fizycznogeograficznej Polski z 2018 roku. Sąsiaduje z Podgórzem Hermanowickim, Pogórzem Przemyskim i Doliną Dolnego Sanu.

## Środowisko przyrodnicze
Region usytuowany jest przede wszystkim na terytorium Ukrainy, głównym ośrodkiem osadniczym jest tu miasto Mościska. W granicach Polski zajmuje niewielki obszar o powierzchni 26 km² z wsiami Siedliska, Jaksmanice i Rożubowice, rozciągając się wąskim pasem o szerokości 0,5–3,5 km. Płaskowyż tworzą skały ilaste przykryte osadami polodowcowymi, na których spoczywa gruba warstwa lessu. W pokryciu terenu przeważają użytki rolne, wśród gleb występują żyzne czarnoziemy. Sieć wód powierzchniowych jest skąpa.
Wyniosłość wznosi się progiem erozyjnym nad dolinami Sanu i Wiaru (poziom 200 m n.p.m.), osiągając wzgórzystą wierzchowinę, na której dawniej mieściły się forty przemyskie. Po polskiej stronie granicy najwyższa kulminacja sięga wysokości 294 m n.p.m., po stronie ukraińskiej wzgórza dochodzą do poziomu 340 m.

## Różnice w podziałach geograficznych
W upowszechnionym przed 2018 rokiem podziale Polski na mezoregiony fizycznogeograficzne według Jerzego Kondrackiego, omawiany region nie jest wydzielony i współtworzy tzw. Płaskowyż Chyrowski. Region został pierwotnie wyszczególniony jako jednostka przez geografa-regionalistę Pawła Włada w jego koncepcji podziału geograficznego ziemi przemyskiej. Autor ten podkreślił różnice w rzeźbie i strukturze podłoża wschodniej i zachodniej części Płaskowyżu Chyrowskiego, wyróżniając Płaskowyż Mościski (stosunkowo większe wysokości bezwzględne i względne, podłoże skalne niesfałdowane) i odrębne Podgórze Hermanowickie (mniejsze wysokości, skały sfałdowane).